# Per Arthur Segerström
Per Arthur Segerström, född 12 augusti 1952 i Stockholm, är en svensk balettdansör, regissör och teaterchef, hovdansare sedan 1990.
Segerström studerade vid Kungliga Svenska Balettskolan 1960–70 och var från 1970 fast anställd vid Kungliga Baletten, solist sedan 1973 och premiärdansör sedan 1975. Han har under sin karriär dansat alla de klassiska huvudrollerna, ofta i par tillsammans med Anneli Alhanko, och de var 1990 de första som fick titeln hovdansare och sågs även på det första svenska frimärket med balettmotiv 1975 med en scen ur Romeo och Julia. Han har även gästdansat på ett flertal scener internationellt, som Norge, Finland, USA, Israel samt i Kirovbaletten i Leningrad.
Efter pensioneringen från Kungliga Baletten 1994 har han varit verksam som regissör och koreograf till opera och teater, såsom Glucks Orfeus och Eurydike (2009, Mozarts Trollflöjten (2011) och Mozarts Figaros bröllop (2013) på Ulriksdals slottsteater (Confidencen), till vars verksamhetsledning han också är knuten som verkställande direktör. Tilldelades Teaterförbundets guldmedalj för "utomordentlig konstnärlig gärning" 2014.

## Framträdande huvudroller i urval
- Svansjön
- Nötknäpparen
- Romeo och Julia
- Törnrosa
- Giselle (1975)
- Birgit Cullbergs Fröken Julie (1977)
- John Crankos Så tuktas en argbigga (1978)
- Kenneth MacMillans Manon (1980)
- Gaieté parasienne
- Napoli
- At Midnight (1973)

## Filmografi
- 1994 - Dansaren
- 1984 - Abbalett (TV)